# Die Zahnfee
Die Zahnfee (Toothless) ist eine US-amerikanische Fantasy-Filmkomödie aus dem Jahr 1997. Regie führte Melanie Mayron, das Drehbuch schrieb Mark S. Kaufman.

## Handlung
Der Film beginnt damit, dass die Zahnärztin Katherine Lewis sich an ihre Begegnungen mit einem Zahnarzt in der Kindheit erinnert. Ihr Vater und zahlreiche andere Vorfahren waren ebenfalls Zahnärzte. Lewis wird später selbst Zahnärztin; sie wird beruflich erfolgreich, bleibt jedoch unverheiratet und hat kaum Freunde. 
Lewis stirbt eines Tages in einem Verkehrsunfall. Ihre Seele kommt in den Limbus, wo sie mit den hiesigen Beamten spricht. Sie erfährt, dass sie gute Taten vollbringen muss, um in den Himmel zu kommen. Wenn sie darin nicht erfolgreich sein wird, kommt sie in die Hölle. Lewis unterschreibt einen Vertrag, in dem sie sich als eine Zahnfee verpflichtet und wird geschult.
Lewis hilft dem Jungen Bobby Jameson, der sie sehen kann. Sie findet heraus, dass Kinder, die noch mindestens einen Milchzahn haben, sie sehen können – was den Erwachsenen nicht möglich ist. Sie will sich den Erwachsenen zeigen, um den Kindern effizienter helfen zu können. Die Behörden im Limbus verwarnen sie. Lewis zeigt sich den Erwachsenen, worauf sie mit einem Aufzug in die Hölle gebracht werden soll. Sie findet sich überraschend auf der Erde wieder und erfährt, dass sie eine zweite Chance bekommt. Sie arbeitet weiter als Zahnärztin und trifft Bobby.

## Kritiken
Die Zeitschrift TV direkt 22/2007 schrieb, der Film habe einen „naiven, nahezu kindlichen Charme“. Das Lexikon des internationalen Films meint, dass der Film eine „Märchenhafte Familienkomödie“ sei, „die auf liebenswert-versponnene, durchaus sympathische Weise über Liebe, Lebensmut und (nicht nur) kindliches Vertrauen“ räsoniere „und zu einem hoffnungsfrohen Ende“ finde.